# St. Laurentius (Nienhagen)
Die Kirche St. Laurentius befindet sich in der Gemeinde Nienhagen im Landkreis Celle und wurde 1843 nach einem Entwurf Ludwig Hellners errichtet. Nach einer Inspektion im Jahr 1955 musste die Kirche aufgrund von baulichen Mängeln saniert und teilweise neu gebaut werden. Sie gehört zur gleichnamigen Kirchengemeinde im ev.-luth. Kirchenkreis Celle.

## Architektur
Die Kirche ist schlicht gehalten und besitzt eine Backsteinfassade. Die ursprüngliche rechteckige Saalkirche wurde nach hinten verlängert und um zwei Seitenschiffe erweitert, sodass der Grundriss einem Kreuz entspricht. Bei beiden Seitenschiffen sind jeweils Fenster eingelassen, sowie an den Seiten des Hauptschiffes, sodass die Kirche gut Licht durchflutet ist.
Bei dieser Kirche handelt es sich um einen neoklassizistischen Bau.

## Geschichte des Gebäudes

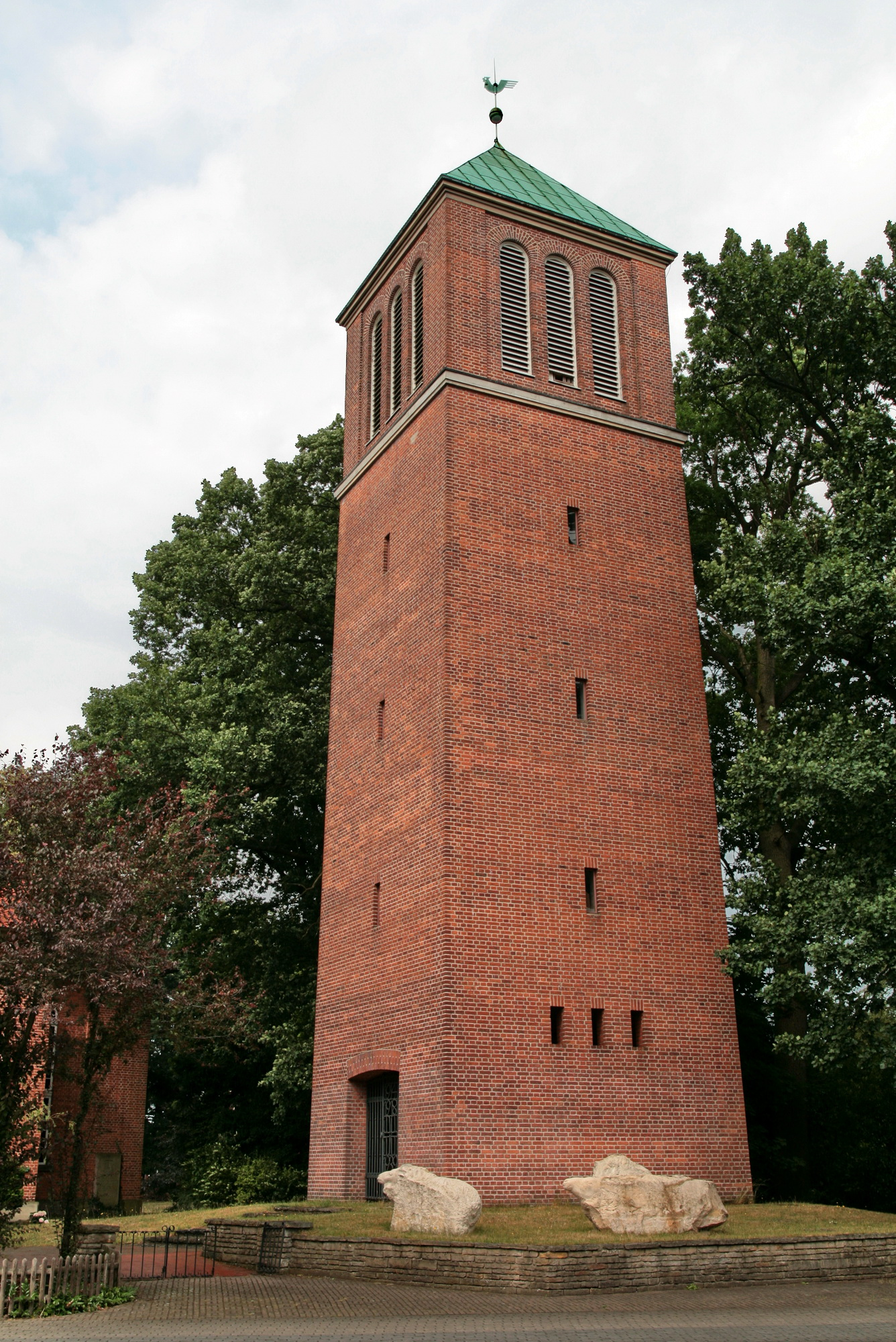
Campanile

Nach einem Entwurf des Konsistorialbaumeisters Ludwig Hellner wurde die Kirche in den Jahren 1841 bis 1843 anstelle der baufälligen gotischen Vorgängerkirche errichtet.
Bei einer Begutachtung des Kirchengebäudes und des Kirchturms im Jahr 1955 wurde bemängelt, dass beim Läuten der Glocke der Turm in Bewegung geriet und das Gemäuer in Mitleidenschaft gezogen wurde. Deshalb musste insbesondere der baufällige Kirchturm neu gebaut werden. Bei der anschließenden Ortsplanung sollte der Turm wieder mit der Kirche verbunden sein. Mit dem Neubau wurde der Celler Architekt Rüdiger Hachtmann (1909–1994) beauftragt. Beim Abriss des alten Turmes bemerkte man, dass die Balken des Kirchendaches auch beschädigt waren. Dies hatte zur Folge, dass auch das Dach abgerissen werden musste. Im Zuge dessen entschied sich die Gemeinde, den Turm als Campanile neben dem Kirchengebäude neu aufzubauen.
Am 25. April 1957 wurde der Grundstein für den Neubau gelegt und schon am 9. August 1958, dem Vorabend des Laurentiustages, konnte die Kirche durch den Landesbischof Lilje geweiht werden.
Aktuell wird die evangelische Kirche immer noch für Gottesdienste genutzt und zeitweise für kleinere Konzerte.

## Ausstattung

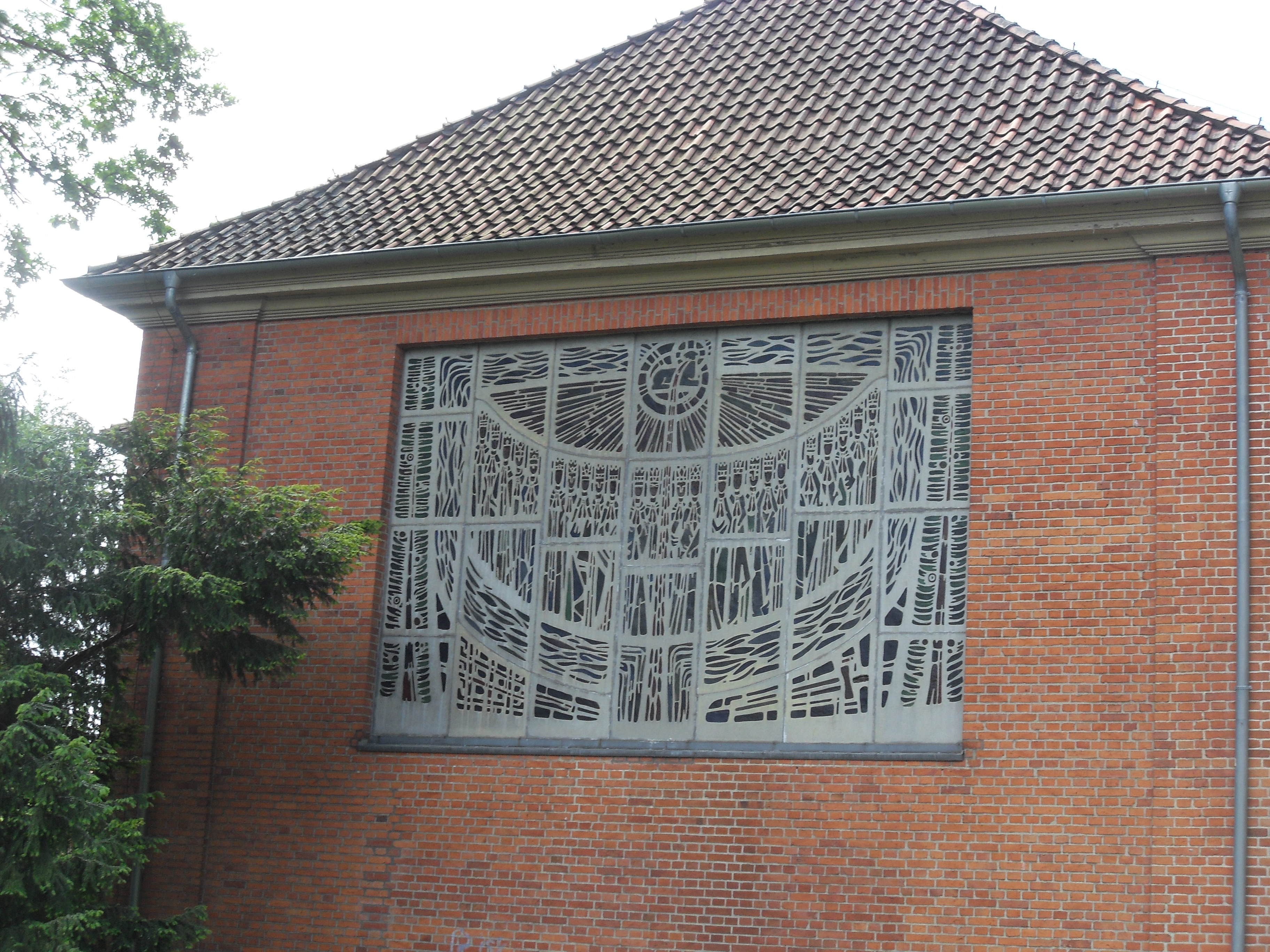
Kirchenrückseite mit Blick auf das Altarfenster

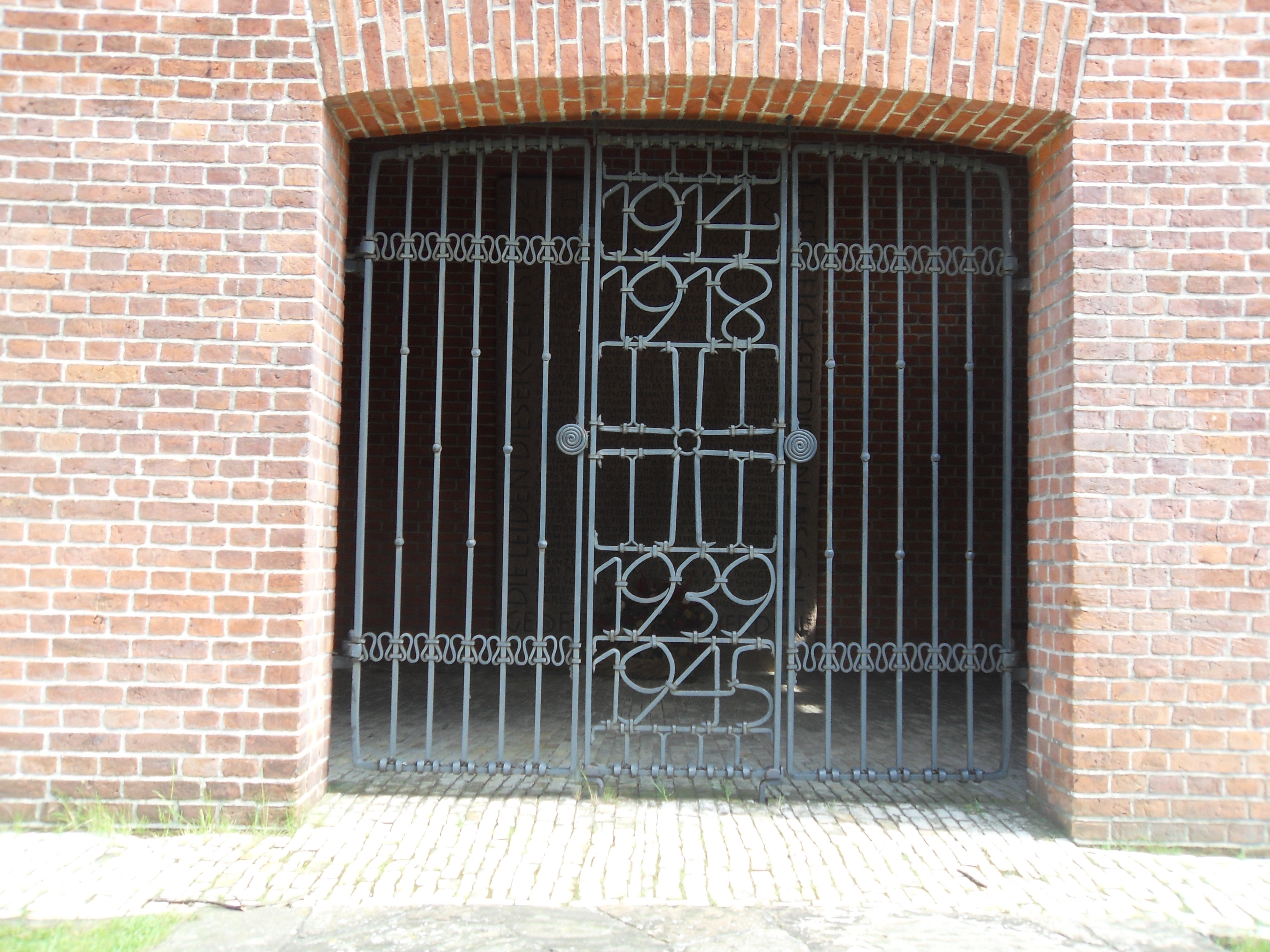
Tor vor der Turmhalle mit Blick auf die Gedenktafel

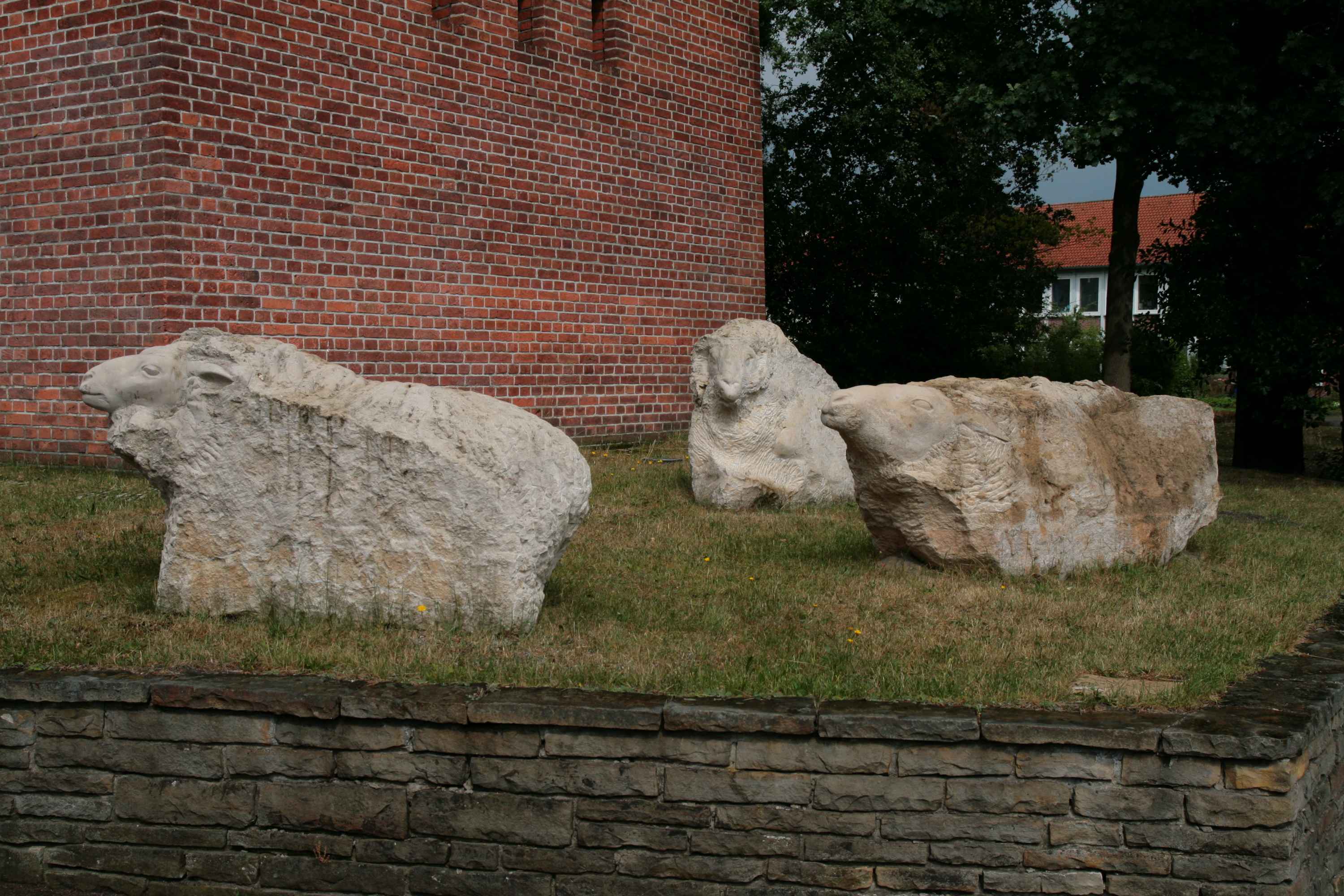
Skulpturen am Glockenturm

Direkt über dem Altar befindet sich ein buntes Mosaikfenster, das Altarbild. Es besteht aus 2000 einzeln Glasstücken, die jeweils zwischen 3 und 4 Zentimeter dick und in einer Stahlkonstruktion zusammengefasst sind. Es stellt in der Mitte ein weißes Lamm dar, umgeben von goldgelben Strahlen, wobei der Kopf des Lammes zurückgedreht ist und aus einer Wunde am Hals Blut strömt. Dieses Blut fließt zusammen mit dem Wasser, das um das ganze Altarbild fließt, als Zeichen der Sakramente, des Abendmahls und der Taufe. Unter dem Lamm befinden sich 24 Menschen mit Kronen auf dem Kopf und stellen die Repräsentanten der Gemeinde der Heiligen dar. In der rechten unteren Ecke wird ein dunkelrotes Gitter dargestellt, welches ein Rost symbolisieren soll und somit auf den Märtyrer Laurentius von Rom verweisen soll, der im Jahr 258 unter Kaiser Valerian zum Tode verurteilt wurde.
Das Altarkreuz ist eine Anlehnung an das Altarbild. Auch hier besteht das Kreuz aus Mosaiksteinen, die in Beton eingefasst und von Kupferblech eingerahmt sind. Es ist der gekreuzigte Jesus dargestellt mit einer Dornenkrone, die über ihm schwebt.
Der Taufstein besteht aus einem Block roten Wesersandstein und wurde 1877 von der Familie von Campe gespendet.
Nach der Neuweihung 1958 musste die Kirchengemeinde bis 1966 auf eine neue Orgel aus der Orgelbauanstalt Hammer warten. Sie besitzt 24 Register mit 1644 Pfeifen. Das Gehäuse der Orgel wurde von der Bildhauerin Ingeborg Steinohrt angefertigt. Es werden Blätter, Früchte und Vögel dargestellt, die den Baum des Lebens symbolisieren.
Altar, Altarbild, Kreuz, Tauf- und Sakristeimosaik sind Werke des Hamburger Künstlers Gerhard Hausmann.
In der Turmhalle trägt eine Steinplatte 126 Namen von Kriegstoten aus beiden Weltkriegen. Das Gitter an der Halle bildet die Jahreszahlen 1914 und 1918 sowie 1939 und 1945.
Die drei um den Glockenturm angeordneten Schafskulpturen aus Oolith wurden von dem Braunschweiger Bildhauer Magnus Kleine-Tebbe geschaffen.